# Inmaculada Ibáñez de Cáceres
Inmaculada Ibánez de Cáceres es una bióloga e investigadora, nacida en Madrid. Ha trabajado en el laboratorio del Instituto de Genética Médica y Molecular (INGEMM) del Instituto de Investigación Sanitaria IdiPAZ de Madrid. Es especialista en epigenética del cáncer, hipermetilación y resistencia a la quimioterapia con cisplatino en cáncer de pulmón y cáncer de ovario.Desde febrero de 2024 ostenta el cargo de directora general de Investigación y Docencia de la Consejería de Sanidad de la Comunidad de Madrid.

## Trayectoria académica
Inmaculada Ibáñez de Cáceres estudió Biología, en la Universidad Complutense de Madrid, donde también obtuvo el doctorado en la Facultad de Medicina, y tras el cual completó su formación en EE. UU. en una estancia postdoctoral

## Trayectoria profesional
La importancia de la doctora Ibáñez se puede destacar amplia trayectoria profesional. Desde septiembre de 1997 hasta agosto de 2002 comenzó como becaria predoctoral en la Universidad Complutense de Madrid, en el departamento de Fisiología en Madrid, España.
Desde octubre de 2002 hasta octubre de 2005 fue asociada postdoctoral en Fox Chase Cancer Center, en el Departamento de Cirugía de Filadelfia, compaginando estancias en la Universidad Johns Hopkins de Baltimore. 
Desde octubre de  2005 hasta  enero de 2009 fue asociada postdoctoral del Consejo Superior de Investigaciones Científicas en el Centro de Investigación Biomédica, en Madrid, España.
Desde enero de 2009 es la Investigadora principal del Grupo de Biomarcadores y Terapias Experimentales en IdiPAZ, el Centro de Investigaciones del Hospital La Paz en Madrid, en el Hospital Universitario La Paz, INGEMM (Instituto de Genética Molecular y Médica), en Madrid, España y desde 2023 es la coordinadora del área de Cáncer y Genética Humana del Instituto de Investigación Sanitaria IdiPAZ.
Desarrolla su carrera como investigadora principal vinculada al prestigios contrato "Miguel Servet" del ISCIII, en el laboratorio del Instituto de Genética Médica y Molecular, INGEMM del IdiPAZ.
En 2020 realiza un máster en Liderazgo en Transferencia de Tecnología en Ciencias de la Vida, en la Universidad Pompeu Fabra del Instituto de Negocios de Barcelona finalizado en el año 2021, gracias a la obtención como investigadora principal de los prestigiosos proyectos Caixa Impulse. 
Desde 2016 pertenece a las Comisiones Técnicas de evaluación de RRHH del ISCIII, ostentando el cargo de presidenta de tres de sus acciones (Miguel Servet, Sara Borrell y PFIS) desde 2019.
En 2024 es nombrada directora general de Investigación y Docencia de la Consrjería de Sanidad de la Comunidad de Madrid.

## Obras
Algunas de sus investigaciones y descubrimientos han sido publicados en prestigiosas revistas científicas, tales como 'An epigenomic approach to identifying differential overlapping and cis-acting lncRNAs in cisplatin-resistant cancer cells, fue editado el pasado 18 de abril de 2018 en la revista Epigenetics.
Inmaculada Ibáñez ha realizado 27 proyectos públicos competitivos cuyo desarrollo han dado lugar a 79 publicaciones y más de 200 presentaciones en congresos. 
Además, la Doctora Ibáñez de Cáceres es, también, autora de seis patentesy ha dirigido 6 tesis doctorales.

## Premios
Inmaculada Ibáñez de Cáceres ha sido galardonada con varios premios, entre ellos el premio a la Excelencia en Salud Pública de la UNIR 2024 el Premio internacional Zendal 2023,  por su trayectoria científica premio en el campo de la investigación BIOMÉDICA y biotecnología y el Premio L´Oréal-UNESCO, dedicados a mujeres científicas de todo el mundo, con el objetivo de promover el reconocimiento del papel de las mujeres en la ciencia y aumentar el número de vocaciones científicas en todo el mundo.
Al que habría que añadir el premio Pezcoller International en 2008, el IdiPAZ National en 2011, y el mejor Trabajo Fin de Grado dirigido en la Comunidad de Madrid, según el Colegio Oficial de Biólogos en 2022. 
Además, desde el año 2017 aparece en el listado de las 500 mujeres más influyentes de España que se publica anualmente.